# Gustave Schlumberger
Gustave-Léon Schlumberger (ur. 17 października 1844 w Guebwiller w Alzacji, zm. 9 maja 1929 w Paryżu) – francuski historyk mediewista, bizantynolog, numizmatyk, specjalizujący się również w historii wypraw krzyżowych.

## Życiorys
Studiował medycynę i w służbie sanitarnej uczestniczył w wojnie francusko-pruskiej 1870-1871. Po uzyskaniu doktoratu porzucił karierę lekarza i poświęcił się studiom w dziedzinie historii, ze szczególnym  uwzględnieniem numizmatyki i sfragistyki. Podróżował po Afryce Północnej, Syrii, Azji Mniejszej, Hiszpanii i Portugalii, był w Szwajcarii, Włoszech i Niemczech. Jego specjalnością była historia krucjat i Bizancjum. Do najwybitniejszych prac Schlumbergera należy Numismatique de l'Orient Latin (1878-1882), istotna do dziś w zakresie mennictwa okresu wypraw krzyżowych. Łącznie opublikował ok. 200 prac i artykułów dotyczących historii politycznej i numizmatyki.
Od 1884 członek Akademii Inskrypcji i Literatury Pięknej, od 1906 – członek korespondent Bawarskiej Akademii Nauk. W 1878 odznaczony został Legią Honorową, w 1903 otrzymał medal londyńskiego Royal Numismatic Society. Członek (od 1877), a później przewodniczący Stowarzyszenia Antykwariuszy Francuskich (Société des antiquaires de France).

## Wybrane publikacje
- Sigillographie de l'Empire Byzantin, Paris 1884
- Les îles des Princes, Paris 1884
- Un empereur byzantin au dixième siècle: Nicéphore Phocas, Paris 1890
- L’Épopée byzantine à la fin du dixième siècle, t. 1-3, Paris 1896-1905
- Renaud de Châtillon, prince d’Antioche, seigneur de la terre d’Outre-Jourdain, Paris 1898
- Campagnes du roi Amaury Ier de Jérusalem en Égypte, au XIIe siècle, Paris 1906 [wyd. polskie: Ekspedycje króla Jerozolimy Amalryka I do Egiptu w latach 1163-1169, Oświęcim: Wydawnictwo Napoleon V, 2016]
- Prise de Saint-Jean-d'Acre, en l'an 1291, Paris 1914
- Récits de Byzance et des croisades, Paris 1922-1923
- Byzance et les croisades, Paris 1927
- Mes souvenirs 1844-1928, Paris 1934
- Lettres de deux amis, Athènes 1962